# Rakowo (województwo warmińsko-mazurskie)
Rakowo (niem. Adlig Rakowen, 1938–1945 Raken) – wieś w Polsce, położona w województwie warmińsko-mazurskim, w powiecie piskim, w gminie Pisz. Powstała w ramach kolonizacji Wielkiej Puszczy. Wcześniej był to obszar Galindii.  Dobra szlacheckie. Znajdowała się w parafii Pisz, w XV w. w dokumentach zapisywana jako Graboffsken. Wymienia w dokumentach z 1424 r. i 1448.
W 1424 dobra nadane przez wielkiego mistrza na 60 łanach z obowiązkiem jednej służby zbrojnej dla Piotra Rakowskiego, który brał udział w wojnie 1431–1435. Jego syn Staśko zmarł bezpotomnie w 1453 r., a dwór i dobra zostały sprzedane przez Zakon Marcinowi von Worgynowi, a przywilej wystawił komtur bałgijski i wójt natangijski Henryk Solner von Richtenberg, za wiedzą wielkiego mistrza Ludwika von Erlichsausena. Wspomniany Marcin otrzymał 48 łanów na prawie chełmińskim w granicach dawnych dóbr Staśka, z obowiązkiem jednej służby zbrojnej i wolnizną 10 lat.
W 1471 z wydzielonego majątku lemańskiego wsi Rakowo, poprzez kupno, wydzielono osobne dobra wsi Gurskie.
W latach 1975–1998 miejscowość należała administracyjnie do województwa suwalskiego.